# 50時間マラソンジョッキー
50時間マラソンジョッキー（ごじゅうじかんマラソンジョッキー）は、1971年1月に、当時ニッポン放送アナウンサーだった糸居五郎が放送した番組。

## 概要
自身の50歳の誕生日に、ニッポン放送本社の第4スタジオから生放送。50時間で809曲のレコードを一人でかけた。また、番組中に届いたはがきの数は6,321通、電話の本数は6,743本に及んだ。50時間の間、曲とCMが流れている時間以外は一人でしゃべり続けなければならないため、トイレに入っている間もヘッドセットを装着したまましゃべり続けるという過酷な挑戦であった。
このチャレンジを実施するに当たり『長時間チャレンジ憲法』というものが定められ、これは「人間の能力と体力と孤独の限界を極め、人間性回復のための宣言」とされた。この“憲法”においては、
- チャレンジ開始と終了の時に於いて、必ず医師による検査と計量を行う。
- チャレンジ途中でドクターストップが宣告された時には、直ちに中止する。
- 曲は原則として一曲の演奏時間が3分程度のもの、長くても5分以内のものをかけることとする。
  - （※そのため、曲がかかっている間にトイレも食事も済ませなければならない。ハンドマイクを持って用を足しながら放送していたのは結局間に合わなかったからである[2]。
- 曲は一曲一回だけかけるものとし、同じ曲を繰り返しかけてはならない。
- 曲間のフリートークについては、同じ話題は繰り返さず行うこと。
- 食事やトイレなどの生理的現象は曲がかかっている間に済ます。生理的現象に於いて我慢出来なくなった場合でも、トイレにマイクを持ち込んででも放送を続けるものとする。
- ビタミン剤や嗜好物を摂るのは構わないが、興奮剤やこれに類似するものの使用は禁止。（結局、吸ったたばこの本数は180本に及んだ[4]）
- このチャレンジに際しては第三者が必ず立会い、目標の完遂の確認などを行う。

などの規則が定められた。
合わせて、50時間の間で何曲がかかるかその曲数をリスナーに予想してもらう『マラソンジョッキー・クイズ』が行われ、この企画には13,604件の応募があったが、その中で的中者はわずか1人だった。なお、糸居がしゃべった時間も合わせて約20時間に及んだ。
なお、このチャレンジに先立ち、1970年12月30日に同じ50時間、不眠不休によるリハーサルが行われ、番組の流れや、体が持つかどうか、体調の確認などを行った。
総プロデューサーは当時の制作部長の田中秀男、演出・ディレクター・レポーターはドン上野が務めた。

## 放送日
1971年1月17日13時30分～1月19日15時30分

## 糸居自身の経過
（出典:）
1月17日
- グレーのチョッキにズボン、ノーネクタイでバックスキンの靴という格好でスタジオ入り。自宅から、普段使い慣れてるコーヒーカップや鏡などを持ち込む。スタジオ内には万一に備えて簡易ベッドも置かれ、バースデーケーキも用意された[2]。
- 13:30 『東芝ワイドワイドサンデー』の放送枠内から放送開始[2]。 血圧120/110、脈拍80
- 14:00 ジュースを摂る　出足好調もかなり興奮
- 14:30 トイレ（1回目）、脈拍72
- 16:00 コーヒー、カツサンド、メロン、ブドウを摂る
- 17:00 速いペースで曲紹介
- 17:30 トイレ（2回目）
- 18:30 チョコレートを摂る
- 20:00 トイレ（3回目）
- 20:30 ジュースを摂る
- 21:00 トイレ（4回目）
- 21:30 ごく普通の感じで番組を進行
- 22:00 グレープフルーツを摂る
- 23:00 トイレ（5回目）、体重計量 54kg 血圧100/80 たばこ（33本目）

1月18日
- 0:00 クッキー、コーヒーを摂る
- 0:30 血圧120/80、脈拍72
- 2:00 トイレ（6回目）
- 2:30 コーヒーを摂る
- 3:30 血圧114/90、脈拍66
- 4:30 やや疲れたような顔色が見られる
- 5:30 トイレ（7回目）
- 6:00 スープ、ロールパン、グレープフルーツを摂る
- 6:30 かなりの疲労が見られる
- 7:00 血圧110/78、脈拍84
- 7:30 軽く廊下を走る
- 9:00 かなり顔色が悪くなる
- 9:30 トイレ（8回目）、たばこ（61本目）
- 10:00 血圧110/80、脈拍82
- 11:00 ビタミン剤注射1本打つ
- 11:30 レモン一切れを摂る
- 12:00 グレープフルーツを摂る、一度うがいをしに行く
- 13:00 曲がかかっている間に居眠りが見られる
- 13:30 野菜サラダ、ロールパンを摂る
- 14:00 スープを摂る、たばこ（82本目）
- 14:30 折り返しの25時間経過、ここまでかけた曲数424曲
- 15:00 トイレ（9回目）
- 15:30 かなり元気のない様子が見られ、スタッフから続行困難ではの声が出始める
- 17:00 声がかすれ始める
- 17:30 たばこ（93本目）
- 18:30 体重計量、54㎏
- 19:30 トイレ（10回目）、血圧108/78、脈拍72
- 20:00 元気を取り戻したように見られる
- 20:30 血圧102/78、脈拍75
- 21:30 やや調子取り戻し、トークのテンポも速くなる
- 23:00 トイレ（11回目）、血圧108/82、脈拍84

1月19日
- 0:30 血圧112/84、脈拍80
- 1:00 幻覚症状が見られ、トークの中にも呂律が回らない様子が頻繁にみられる
- 3:00 血圧112/86、脈拍69
- 3:30 ブドウ糖20ccの注射を打つ 元気の回復が見られる
- 4:00 たばこ（121本目）
- 4:30 トイレ（12回目）、曲終わりに間に合わず、トイレから放送を続ける[2]
- 5:00 血圧102/68、脈拍66 メロン、グレープフルーツ、コーヒーを摂る
- 5:30 取材を受ける
- 6:00 血圧104/72、脈拍66 淡々と番組進行 曲がかかっている間に髭剃り
- 6:30 チョコレート2切れを摂る 一瞬眠る
- 7:00 不規則気味なトークが見られる
- 7:30 トイレ（13回目）
- 8:00 血圧110/65、脈拍69
- 8:30 朝食としてサラダを摂る
- 9:00 話しかけにも反応が遅くなる 軽く体操をする
- 9:30 メロン、コーヒーを摂る 話しかけにもその理解度も遅くなる
- 10:00 各レギュラー番組パーソナリティやゲストとのやり取りも禁止される
- 10:30 怒りっぽくなり、医師による診断を拒否する
- 11:00 気力でやや持ち直す
- 11:30 トイレ（14回目） トイレで背中の方は壁だが「背中の方にドアがあるの? 知らない人が大勢来ているの?」などと独り言。この時間に放送の番組『昼休み歌謡合戦』のパーソナリティ・村上正行アナウンサーとクロストーク、「残り3時間30分は平気みたいだ、50時間なんて枠を作らなきゃ良かったな」と気力十分な所を見せる[2]
- 12:00 血圧112/72、脈拍70 日本そばを摂る
- 14:00 トイレ（15回目）
- 完走直前、糸居の妻がスタジオに姿を見せたところ「女房が亭主の現場に入って来るとは何事だ。帰りなさい」と帰そうとするも、コロムビア・トップ・ライトの二人に「まあ、お祝いだから」となだめられる[2]
- 15:30 『トップ・ライトの歌謡セスナ作戦』の放送枠内で完走。終了後、糸居夫婦二人でスタジオ内のだるまに目を入れる[2]

## ゲスト
- 杉靖三郎
- 多田鉄之助
- 森繁久彌（電話出演）
- 長嶋茂雄（放送開始約1時間30分後、自主キャンプ先から電話出演）
- 吉永小百合（放送開始約21時間後に出演）
- 坂本九（放送開始約25時間後に出演）
- シリア・ポール（放送開始約25時間後に出演）
- 浪越徳治郎
- 黒沢久雄
- アイ・ジョージ[2]
- 三国一朗[2]
- コロムビア・トップ・ライト（立会人として出演）
- 今仁哲夫（立会人として出演）
- 斉藤安弘（立会人として出演）
（出典：[5][1]）